# Юл Антоний (внук на Марк Антоний)
Юл Антоний (на латински: Iullus Antonius) е син на Юл Антоний и Клавдия Марцела Старша.
Той е внук по баща на Марк Антоний и неговата трета съпруга Фулвия, а по майка е внук на Гай Клавдий Марцел Младши и Октавия Младша, сестра на император Август.
Юл Антоний е брат на своята близначка Юла Антония и на по-големия Луций Антоний. Той е полубрат на Випсания Марцела, от първия брак на майка му с Марк Випсаний Агрипа и на Апулея Варила, от третия брак на майка му със Секст Апулей III.
През 2 пр.н.е. баща му Юл (консул 10 пр.н.е. и 7/6 пр.н.е. проконсул на провинция Азия) се самоубива, заради аферата му с дъщерята на Август Юлия Старша. Брат му Луций отива в Марсилия,